# Harmochirus
Harmochirus Simon, 1885 è un genere di ragni appartenente alla famiglia Salticidae.

## Caratteristiche
Questo genere ha molte peculiarità in comune col genere Bianor Peckham & Peckham, 1886; le sue specie sono presenti soprattutto nella foresta pluviale dove le specie di Bianor sono assenti.

## Distribuzione
Le 8 specie oggi note di questo genere sono state rinvenute in Africa, Asia e Madagascar.

## Tassonomia
Considerato un sinonimo anteriore di Valloa Peckham & Peckham, 1903, secondo un lavoro dell'aracnologa Wesolowska del 1994, contra un analogo studio della Galiano del 1972.
A dicembre 2010, si compone di otto specie:
- Harmochirus bianoriformis (Strand, 1907) — Africa centrale e orientale, Madagascar
- Harmochirus brachiatus (Thorell, 1877)[3] — India, dal Bhutan a Taiwan, Indonesia
- Harmochirus duboscqi (Berland & Millot, 1941) — Costa d'Avorio, Senegal
- Harmochirus insulanus (Kishida, 1914) — Cina, Corea, Giappone
- Harmochirus lloydi Narayan, 1915 — India
- Harmochirus luculentus Simon, 1886 — Africa centrale, orientale e meridionale, Zanzibar, Yemen
- Harmochirus pineus Xiao & Wang, 2005 — Cina
- Harmochirus zabkai Logunov, 2001 — India, Nepal, Vietnam

### Specie trasferite
- Harmochirus kochiensis Bohdanowicz & Prószynski, 1987; trasferita al genere Sibianor Logunov, 2001[2].
- Harmochirus latens (Logunov, 1991); trasferita al genere Sibianor Logunov, 2001[2].
- Harmochirus nigriculus Logunov & Wesolowska, 1992; trasferita al genere Sibianor Logunov, 2001[2].
- Harmochirus proszynski Zhu & Song, 2001; trasferita al genere Sibianor Logunov, 2001[2].
- Harmochirus pullus (Bösenberg & Strand, 1906); trasferita al genere Sibianor Logunov, 2001[2].

### Nomina dubia
- Harmochirus modestus (Peckham & Peckham, 1886, 1903); gli esemplari maschili e femminili, reperiti in Sudafrica e originariamente descritti in Valloa, a seguito di due lavori, uno dell'aracnologa Wesolowska del 1994 e uno di Logunov del 2001, sono da ritenersi nomina dubia[2].
- Harmochirus rufescens Caporiacco, 1940; un esemplare femminile, rinvenuto in Somalia, a seguito di due lavori, uno dell'aracnologa Wesolowska del 1994 e uno di Logunov del 2001, sono da ritenersi nomina dubia[2].